# L'uomo dal pugno d'oro
L'uomo dal pugno d'oro (El hombre del puño de oro) è un film del 1967 diretto da Jaime Jesús Balcázar.

## Trama
Un investigatore privato viene coinvolto da una donna dal comportamento ambiguo ad indagare sulla banda di Krasna, noto trafficante di diamanti.